# Nederlands kampioenschap schaken vrouwen 2011

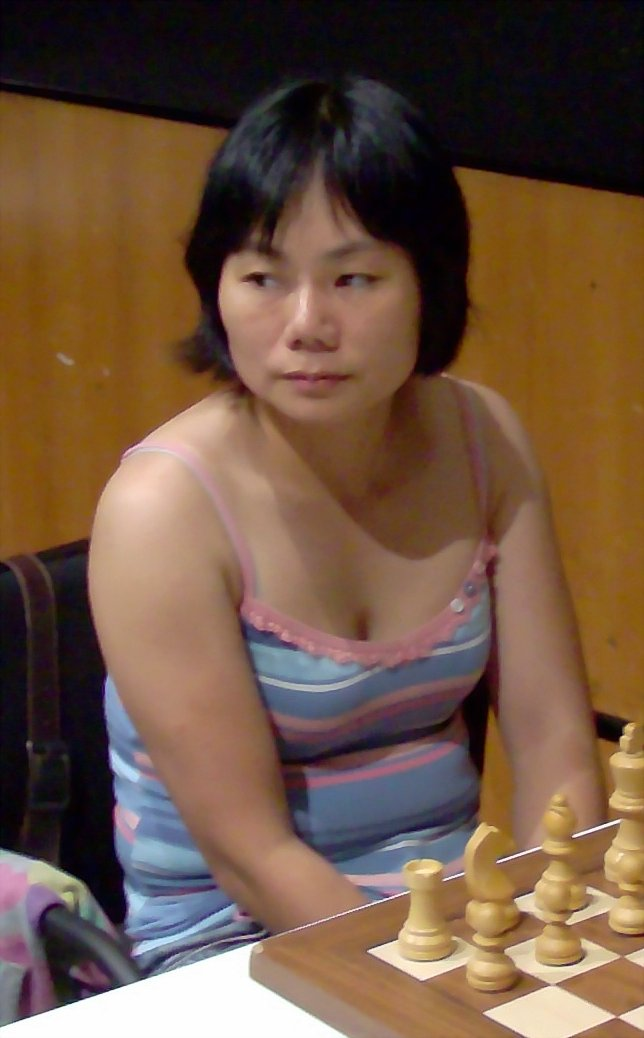
Zhaoqin Peng verovert haar 13e Nederlandse titel

Het Nederlands kampioenschap schaken voor vrouwen 2011 werd (samen met het Nederlands kampioenschap algemeen) gespeeld van zondag 26 juni t/m dinsdag 5 juli 2011 in de Sint Lucasschool in Boxtel in de vorm van een dubbelrondig toernooi met 6 deelneemsters. Kampioene werd Zhaoqin Peng met 9 punten uit 10 voor Anne Haast (6 pt.) en Martine Middelveld (5½ pt.).

## Eindstand
| Plaats | Deelneemster       | Rating | Punten |
| ------ | ------------------ | ------ | ------ |
| 1      | Zhaoqin Peng       | 2375   | 9      |
| 2      | Anne Haast         | 2221   | 6      |
| 3      | Martine Middelveld | 2120   | 5½     |
| 4      | Lisa Hortensius    | 2111   | 4½     |
| 5      | Arlette van Weerse | 2246   | 2½     |
| 6      | Annemarie Volkers  | 2046   | 2½     |